# Herb kraju morawsko-śląskiego

Herb kraju morawsko-śląskiego

Herb kraju morawsko-śląskiego to jeden z symboli tego kraju. Łączy elementy herbów krain składających się na ów kraj.

## Opis herbu
Tarcza herbowa czwórdzielna w krzyż.
- W polu pierwszym, złotym, orlica[1] czarna z białą przepaską w kształcie półksiężyca zakończoną trójliściem na piersi. Na środku przepaski położony biały krzyż. Orlica nosi złotą koronę.
- W polu drugim, błękitnym, orlica w szachownicę srebrno-czerwoną w złotej koronie.
- W polu trzecim, błękitnym, koń srebrny wspięty na zielonej trawie. Na nim czaprak czerwony i siodło złote. Nad koniem, po lewej[2] stronie, róża złota.
- Pole czwarte dwudzielne w słup. W polu prawym[2] dwa pasy pionowe: srebrny i czerwony. W polu lewym[2]  błękitnym połuorzeł złoty.

## Uzasadnienie symboliki herbu
Orlica w koronie przedstawiona w pierwszym polu jest symbolem czeskiego Śląska (porównaj z herbem województwa dolnośląskiego). Orlica z pola drugiego to herb Moraw znany już od średniowiecza.
Koń  i róża w polu trzecim to herb Ostrawy, stolicy kraju. Pole czwarte przedstawia symbol księstwa raciborsko-opawskiego, który sam jest połączeniem herbów księstwa opawskiego (pole srebrno-czerwone w słup) i Księstwa Cieszyńskiego (złoty orzeł w błękitnym polu).